# Campanas en la noche
Campanas en la noche es una telenovela argentina creada por Lily Ann Martin y Jessica Valls para Telefe. Se estrenó el 14 de enero de 2019 y finalizó el 15 de mayo del mismo año. Protagonizada por Federico Amador y Calu Rivero. Coprotagonizada por Rodrigo Guirao, Bárbara Amaral, Franco Masini, Maxi Ghione, Adrián Navarro, Mimí Ardú, Clara Alonso, Eugenia Guerty, Dalma Maradona, Azul Fernández, Nicolás García, Moro Anghileri, Germán de Silva y Romina Moretto, junto con Esteban Lamothe, Eugenia Tobal, Patricia Viggiano,  Martín Slipak y Laura Laprida en los roles antagónicos. También, contó con las actuaciones especiales de Mariano Argento y el primer actor Héctor Bidonde.
Semanalmente también se emitió por el sitio web de Telefe una serie derivada llamada La otra cara de Rita, protagonizada por  Amaral, Guirao y Navarro.

## Trama
Acusado injustamente de la muerte de su mujer, Luis (Federico Amador) se fuga de la Patagonia llevándose a su beba. Solo una adolescente es testigo de la fuga. Ya en la ciudad, Luis adopta una nueva identidad y rehace su vida. Pasan 14 años y Luis decide cumplir una vieja promesa que le hizo a su hija: terminar la secundaria. Allí, en la escuela nocturna vuelve a encontrar el amor en su profesora, que no es otra que Luciana (Calu Rivero), aquella joven que lo vio huir hace años. Su pasado, del que pensaba haber escapado, lo persigue y pone en peligro todo lo que tiene, incluso a su hija. Por su parte, Luciana es una mujer sometida a Vito (Esteban Lamothe), un novio maltratador y manipulador. Ella necesita despertar, abrir los ojos y empoderarse, si no quiere terminar hundida y perdida en una vida ceñida por la infelicidad. Dos historias que se unen por el amor y que dependen el uno del otro para poder salir definitivamente de la pesadilla en la que se ven atrapados. Solo el amor podrá salvarlos.

## Reparto

### Principales
- Federico Amador como Luis Rolón / Omar Pereyra, carpintero y padre adoptivo de Bruna que es acusado de haber asesinado a su esposa Iracema.[7]
- Calu Rivero como Luciana Cervantes, apasionada de la fotografía y pareja de Vito.[7]
- Esteban Lamothe como Vito Paternó, empresario y novio de Luciana, quien es el asesino de Iracema y padre biológico de Bruna.[7]

### Secundarios
- Eugenia Tobal como Griselda Ramos, abogada y amiga de Omar.[7]
- Rodrigo Guirao como José Carabajal, policía que investiga el caso de Iracema.[7]
- Bárbara Amaral como Rita del Valle, hermana menor de Iracema que se enamora de José.[7]
- Franco Masini como Juan Ignacio «Juani» Ballesteros, sobrino de Luciana que se enamora de Bruna.[7]
- Patricia Viggiano como María Marta Cervantes, madre de Luciana y amante de Vito.[7]
- Maxi Ghione como Tony, exnovio de Griselda.[7]
- Adrián Navarro como Nelson Amarante, líder del culto bumbaísta al que asiste Rita.[7]
- Mimí Ardú como Guadalupe «Lupe» Iraola, dueña de la pensión donde viven Omar y Bruna.[7]
- Clara Alonso como Florencia Cervantes, hermana de Luciana y madre de Juani.[7]
- Martín Slipak como Alejandro Heredia, medio hermano de Vito y cómplice en todas sus fechorías.[7]
- Eugenia Guerty como Jorgelina «La Jorgito» Gómez, una de las inquilinas de la pensión.[7]
- Dalma Maradona como Sharon Tejedor, alumna de la escuela nocturna que busca justicia por el asesinato de su hermana melliza Jimena (también interpretada por ella misma).[7]
- Mariano Argento como Flavio Cervantes, padre de Luciana.[7]
- Azul Fernández como Bruna Pereyra, hija de Iracema que fue criada por Omar.[7]
- Nicolás García como Wilmer Muñoz, uno de los alumnos de la escuela nocturna.[7]
- Moro Anghileri como Sonia, exesposa de Nelson.[7]
- Germán de Silva como Raúl «Raulo» Mastandrea, alumno de la escuela nocturna que vive en la pensión.[7]
- Romina Moretto como Susana Renzi, la directora de la escuela nocturna.[7]
- Héctor Bidonde como Damián Rolón, abuelo de Omar.[7]

### Participaciones
- Diego Gentile como Pablo Ballesteros, padre de Juani.
- Jean Pierre Noher como Enrico Ferrara, padrino y padre biológico de Vito.
- Rubén Stella como Saldaña, comisario corrupto aliado con Vito.
- Laura Laprida como Micaela Valente, esposa de Alejandro.[7]
- Noemí Frenkel como Lidia Villegas, madre de Vito.
- César Bordón como Bartolomé Navarro, abogado de Vito.
- Esteban Pérez como Gonzalo Hernández, abogado y novio en secreto de Flavio.
- Camila Pizzo como Emilia, exnovia de Juani.
- Eliseo Barrionuevo como Osky, exnovio de Luciana.
- Thomas Lepera como Yoao Amarante, hijo de Nelson y Sonia.
- Patricio Aramburu como Felipe, profesor de historia en la escuela nocturna y asesino de Jimena.
- Federico Salles como Gabriel Amarante, hermano de Nelson.
- Sofia Elliot como Blanca.
- Mario Moscoso como Encargado.
- William Prociuk como Omar Pereyra, esposo de Griselda a quien ella creía muerto luego de estar años en coma.
- Lola Banfi como Iracema del Valle, la difunta esposa de Omar y madre de Bruna.
- Gabriel Fernández como Norberto Estrada, aliado de Vito, imputado por el crimen de Iracema.
- Alejandro Zanga como Tula, narco aliado con Vito.
- Laurentino Blanco y Fausto Labraña como El Bicho y Willy, a quienes contrata Vito para secuestrar a Luciana.
- Cala Zavaleta y Diego Faturos como Lau y Lalo, amigos de Luciana y Vito.
- Ailin Zaninovich como Yanina Gauna, amiga de Sharon y prostituta.
- Lisa Caligaris como una periodista, quien investigaba el caso de Iracema.
- Pablo Razuk como Correa, encargado de vigilancia en la empresa.
- Marcelo D'Andrea como Valaguer, psiquiatra de Lidia aliado con Vito.
- Jorge Prado como el jefe narco de Vito.
- Matías Barki como Jonatan "El Chori" Pedrozo, compañero de celda de Omar.
- Rito Fernández como Mono Garay, interno del penal donde es trasladado Omar.

## Serie derivada
Telefe anunció una serie web derivada de la telenovela llamada La otra cara de Rita, que consta de 20 capítulos de 4 a 8 minutos de duración. Se empezó a emitir el 17 de enero de 2019, en un principio semanalmente y después dos veces por semana. Sigue la historia de Rita (Bárbara Amaral), una joven brasileña que inicia un viaje buscando a su hermana mayor Iracema (Lola Banfi). Al llegar, descubre que su hermana murió y en la búsqueda de cómo fueron los hechos, descubrirá verdades reveladoras. Su aliado será José (Rodrigo Guirao) que la acompañará y protegerá de todo peligro. Por otra parte, Rita es seguidora del culto Bumbaísta, basado en el Dios de Zaire, Bumba. Gracias a su madre conoce los rituales más secretos de esa religión. En su camino conoce a Nelson (Adrián Navarro) un líder Bumbaísta de pocas palabras, con un estilo atractivo y enigmático, con un interior siniestro.
Otros actores y actrices de la telenovela que aparecieron también en la serie fueron Federico Amador, Esteban Lamothe,  Mimí Ardú, Dalma Maradona, Azul Fernández, Nicolás García, Moro Anghileri, Germán de Silva, Federico Salles, Thomas Lepera y Alejandro Zanga.
El último capítulo se estrenó el 15 de mayo de 2019, después del final de la telenovela.